# متنزه براينت
متنزه براينت أو براينت بارك (بالإنجليزية: Bryant Park) حديقة عامة تقع في مانهاتن بمدينة نيويورك. وتُديره مؤسسة غير حكومية.
تبلغ مساحة المتنزه 39 ألف متر مربع ويحتل النصف الشرقي من براينت بارك الفرع الرئيسي لمكتبة نيويورك العامة. وتستضيف الحديقة العديد من الفعاليات، بما في ذلك مهرجان "قرية الشتاء" الموسمي مع حلبة للتزلج على الجليد والمتاجر خلال فصل الشتاء.
على الرغم من أن براينت بارك ملك لإدارة الحدائق والاستجمام بمدينة نيويورك، إلا أن المتنزه تُديره منظمة خاصة غير ربحية تدعى مؤسسة براينت بارك، والتي تأسست في عام 1980 وقادت ترميم المتنزه. استشهد بالمنتزه نموذجًا لنجاح الشراكات بين القطاعين العام والخاص. وأدرج المتنزه ضمن السجل الوطني للأماكن التاريخية.

## تاريخ

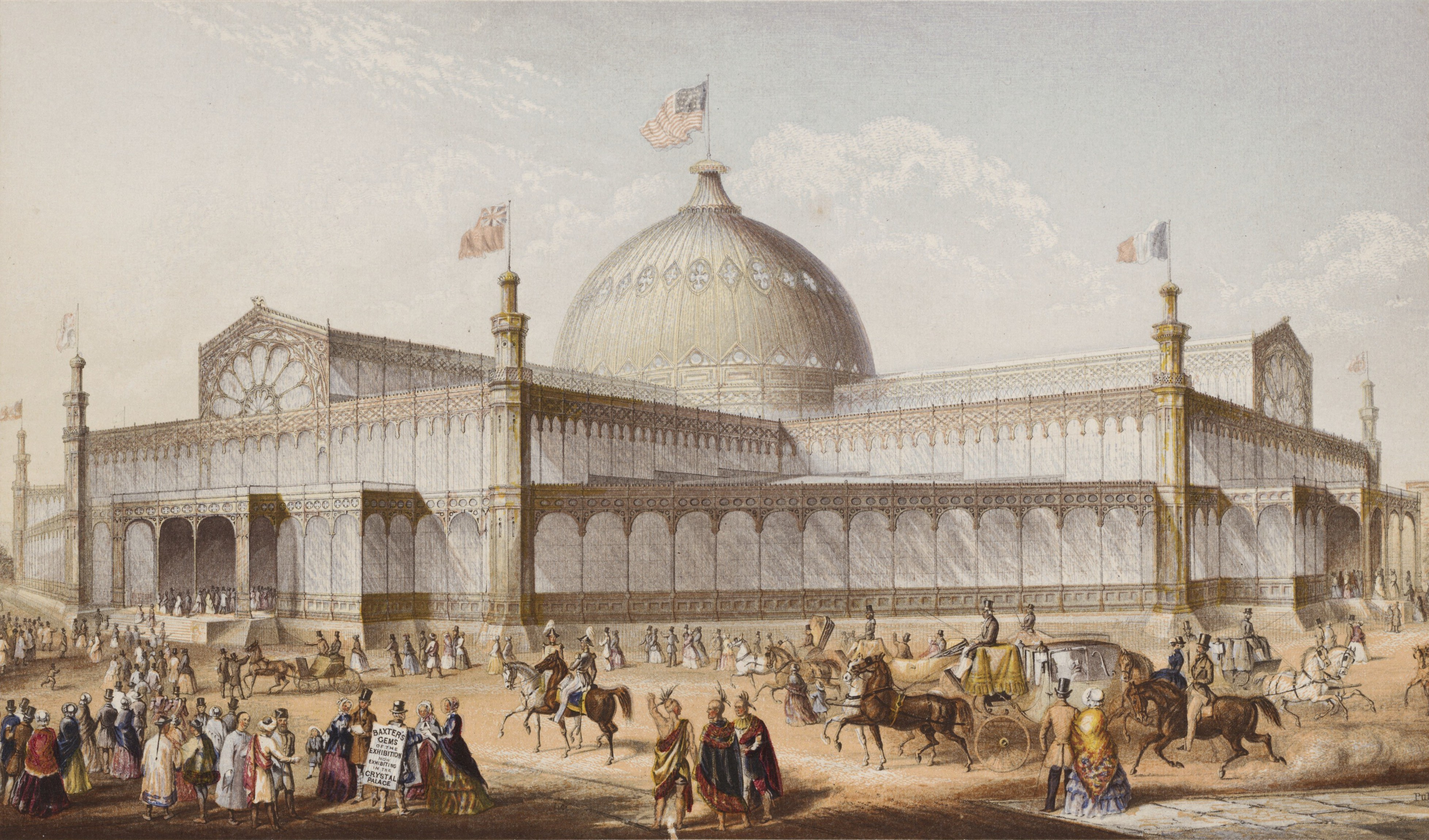
لوحة قصر نيويورك الكريستالي 1853 م

في عام 1686، عندما كانت المنطقة لا تزال برية، حدد حاكم مستعمرة نيويورك، توماس دونجان، المنطقة المعروفة الآن باسم براينت بارك مساحةً عامةً. وعبرت خلاله قوات جورج واشنطن أثناء انسحابها من معركة لونغ آيلاند عام 1776. في عام 1822 أصبحت أرض المتنزه تابعة لمدينة نيويورك. وعام 1823، اعتمدت تلك الأرض مقبرةً للفقراء وظل كذلك حتى عام 1840، عندما نُقلت آلاف الجثث إلى مقبرة جزيرة وارد.
افتتحت أول حديقة في هذا الموقع في عام 1847، على الرغم من عدم اعتمادها بشكل رسمي. وسميت تلك الحديقة بساحة الخزان نسبة إلى خزان كروتون، الذي أقيم على الجانب الشرقي من موقع المنتزه بسبب موقعه المرتفع. وفي عام 1853، أقيم في الحديقة المعرض الصناعي الأممي في قصر نيويورك البلوري. تعرض قصر الكريستال، المعروف أيضًا باسم قاعة المعارض الكبرى، لحريق كبير في عام 1858. ثم أُنشئ مرصد لاتينج أيضًا في المنتزه كجزء من معرض عام 1853، والذي احترق أيضًا في عام 1856. ثم استخدمت الساحة في التدريبات العسكرية خلال الحرب الأهلية الأمريكية، وكانت موقعًا لبعض أعمال الشغب في مدينة نيويورك في يوليو 1863، عندما احترق ملجأ للأيتام "الملونين" في الجادة الخامسة والشارع 43.

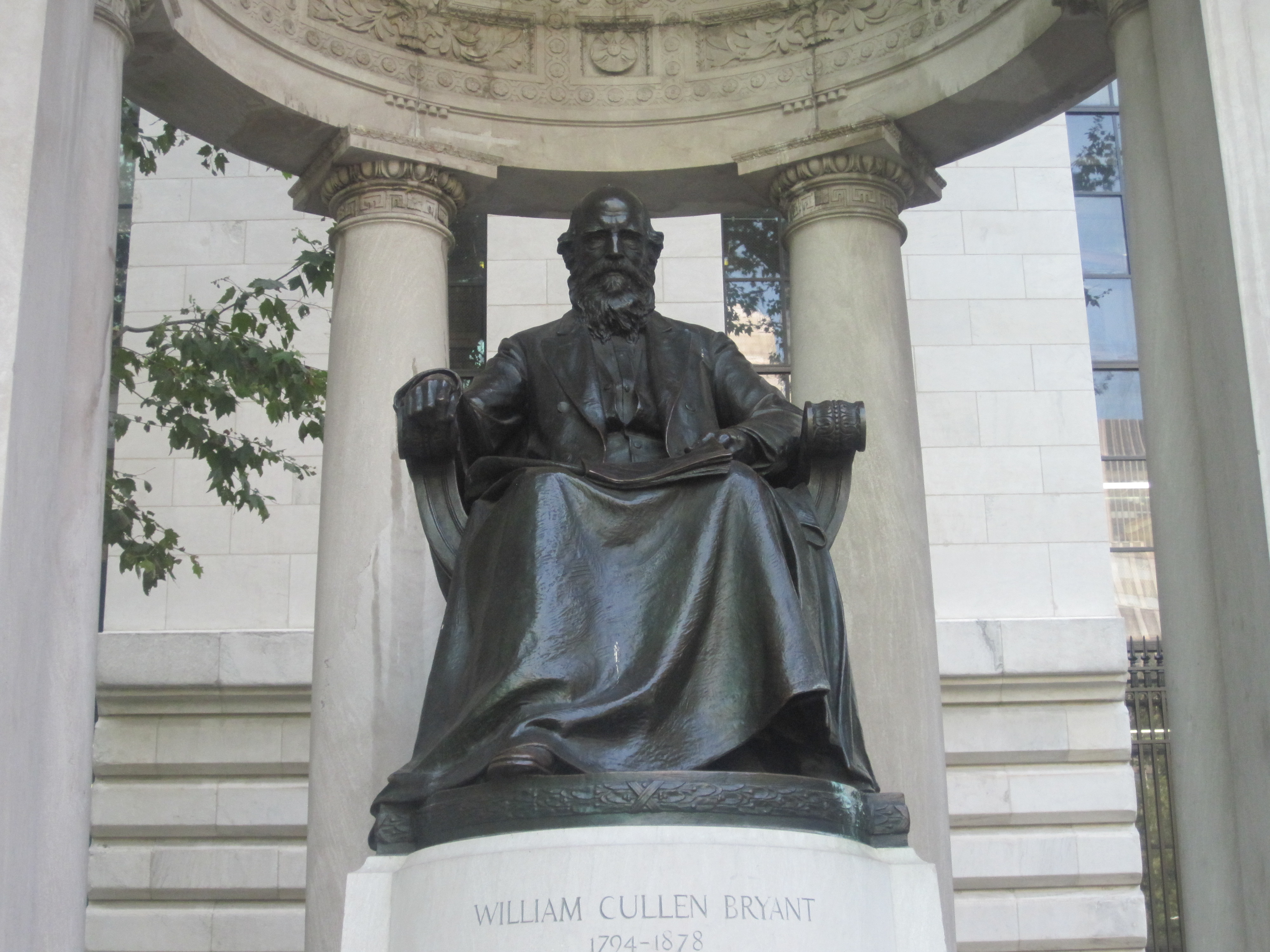
نصب ويليام كولين براينت التذكاري، الذي نُصّب عام 1911، ويشتمل على تمثال برونزي لوليام كولين براينت، الذي تحمل الحديقة اسمه

هُدم الخزان بحلول عام 1900، وبدأ بناء المكتبة. بالتزامن مع بناء المكتبة، أُجريت العديد من التحسينات على المتنزه، مثل انشاء حدائق الشرفة والمرافق العامة والأكشاك، بالإضافة إلى شرفة مرتفعة مجاورة للمكتبة في الجزء الشرقي من الحديقة.:1 نظرًا لأن متنزه براينت كان يقع على ارتفاع عدة أقدام فوق الشوارع المحيطة، فقد بُني سياج حديدي يحيط به وجدار حاجز على الحدود الشمالية والغربية والجنوبية لفصل المنتزه عن الأرصفة المجاورة. كما رُكبت مقاعد بمحاذاة الجدران. وقُسّم الجزء الداخلي من متنزه براينت إلى ثلاثة مروج.